# Louis Bonnaire
Louis Bonnaire   (Liesse-Notre-Dame, 13 de març de 1751 - Saint-Sauveur, 19 de juny de 1807) fou un general major de la Revolució Francesa.
Va servir en un regiment de Dragons sota l'Antic Règim on es va allistar el 5 de juny de 1769. Va esdevenir oficial de la Guàrdia Nacional durant la Revolució Francesa, després capità del 6è Regiment d'Hússars el 20 d'abril de 1793.
Va ser nomenat general de brigada el 20 de setembre de 1793 a l'Exèrcit del Nord, després va ser enviat a l'Exèrcit de l'Oest. Va ser elevat al rang de general de divisió el 9 d'abril de 1794. A la Vendée, va comandar la vuitena de les onze columnes infernals de Louis Marie Turreau. Suspès el juny de 1795, va ser reintegrat quatre mesos després i va continuar servint a Occident. Va ser admès a la jubilació el 1796.
Va morir el 19 de juny de 1807 a Saint-Sauveur.